# 53e armée (Japon)
La 53e armée (第53軍, Dai-go-jū-san gun) est une unité de l'armée impériale japonaise basée dans la préfecture de Kanagawa à la toute fin de la Seconde Guerre mondiale.

## Histoire
La 53e armée est créée le 8 avril 1945 et placée sous le contrôle de la 12e armée régionale dans le cadre des tentatives désespérées du Japon d'empêcher une invasion américaine du centre de Honshū durant l'opération Downfall. Elle est basée à Isehara dans la préfecture de Kanagawa et a pour principale mission de garder les plages de la baie de Sagami à l'ouest de Tokyo pour éviter qu'elles ne servent de tête de pont aux Alliés. Elle est principalement composée de réservistes sous-entraînés, d'étudiants conscrits, et de miliciens locaux des corps combattants des citoyens patriotiques.
Elle est dissoute au moment de la reddition du Japon le 15 août 1945 sans avoir combattu.

## Commandement
|                   | Nom                               | De           | À                 |
| ----------------- | --------------------------------- | ------------ | ----------------- |
| Commandant        | Lieutenant-général Yaezo Akashiba | 7 avril 1945 | 15 août 1945      |
| Chef d'État-major | Major-général Hiroshi Onoda       | 6 avril 1945 | 10 septembre 1945 |